# Ben (musikalbum)
Ben är ett musikalbum från 1972 av Michael Jackson, hans andra soloskiva. Tidigare så hade folk tvivlat på Jacksons förmåga att kunna sjunga ballader men tvivlarna tystades nu ner. 
Titellåten handlar om en råtta, som heter Ben, och var med i filmen från 1972 med samma namn. Låten hamnade på första platsen på Billboard-listan och fick ett Golden Glove Award och en Academy Award nomination. Albumet kom på 5:e plats på poplistan och på 4:e plats på R&B-listan. 

## Låtar på albumet
Sida 1
1. "Ben" (Black, Scharf) - 2:44
2. "Greatest Show On Earth" (Larson, Marcellino) - 2:48
3. "People Make The World Go 'Round" (Bell, Creed) - 3:15
4. "We've Got A Good Thing Going" (Corporation) - 2:59
5. "Everybody's Somebody's Fool" (Adams, Hampton) - 2:59

Sida 2
1. "My Girl" (Robinson, White) - 3:08
2. "What Goes Around Comes Around" (Levinsky, Stokes, Meyers, Weatherspoon) - 3:33
3. "In Our Small Way" (Verdi, Yarian) - 3:39
4. "Shoo-Be-Doo-Be-Doo-Da-Day" (Cosby, Moy, Wonder), 3:21
5. "You Can Cry On My Shoulder" (Gordy), 2:39